# Erich Klossowski
Erich Klossowski Klossowski o Kłossowski (Ragnit, 19 dicembre 1875 – Sanary-sur-Mer, 23 gennaio 1949) è stato uno storico dell'arte e pittore tedesco polacco-francese, conosciuto principalmente come il genitore dello scrittore-filosofo-pittore e attore Pierre Klossowski e dell'artista Balthus.

## Biografia
Era il figlio di Leonard Victor Nepomucen Kłossowski de Rola e Lisbeth Wilhelmine Doeurk de Fréval. La famiglia Klossowski era di origini nobili derivando dalla nobiltà polacca (szlachta), la famiglia Kłossowski del casato dei Rola che visse nella parte prussiana della Polonia d'oggi. Suo figlio Balthus aggiunse "de Rola" al suo nome di famiglia.
Erich Klossowski scrisse (in tedesco) una delle prime monografie su Honoré Daumier, di cui la prima e la seconda edizione furono pubblicate a Monaco nel 1908 e nel 1914. Sposò l'artista Baladine Klossowska, la quale fu amante di Rainer Maria Rilke che, nella loro corrispondenza, la soprannominò "Merline." La coppia in seguito si spostera poi a Parigi ma all'inizio della prima guerra mondiale fu costretta, a causa dei loro passaporti tedeschi, a lasciare la Francia. Successivamente la coppia si separò permanentemente nel 1917.

## Opere
- La collection Cheramy; catalogue raisonné précédé d'études sur les maîtres principaux de la collection, par J. Meier-Graefe et E. Klossowski; illustré de 127 héliotypies et de 2 héliogravures hors texte. Munich, R. Piper et Cie, 1908 (Contents Les peintres anglais et Constable, par J. Meier-Graefe.—Eugène Delacroix, par E. Klossowski.—La collection Cheramy, par J. Meier-Graefe.—Catalogue des tableaux anciens.—Catalogue des tableax de l'école anglaise.—Catalogue des tableaux de l'école française)
- Honore Daumier, Erich Klossowski, München: R. Piper, 1923